# Nunzio Gallo
Nunzio Gallo, född 25 mars 1928 i Neapel, död 22 februari 2008 i Telese Terme, var en italiensk sångare.
Gallo deltog år 1957 i Eurovision Song Contest med låten Corde delle mia chitarra (Min gitarrs strängar). Låten slutade på sjätte plats av de tio som tävlade. Låten fick totalt sju poäng.